# Halga
Halga, Helgi, Helghe o Helgo fu un re leggendario danese che visse all'inizio del VI secolo. Il suo nome nella lingua del suo tempo (il proto-norreno) sarebbe stato *Hailaga (devoto agli dei).
Gli studiosi generalmente concordano che compare sia nella tradizione anglosassone (Beowulf) sia in quella scandinava (saghe norrene e cronache danesi). In entrambe le tradizioni, egli era uno Scylding, figlio di Healfdene e fratello di Hroðgar. Nel Beowulf la sua relazione con Hroðulf non è spiegata, ma se non ne era il padre (come invece era secondo la tradizione scandinava) ne era almeno lo zio. Entrambe le tradizioni inoltre menzionano la faida della sua famiglia con Froda e Ingeld.
Sebbene non sia detto molto di Halga nelle fonti anglosassoni, molto di più è narrato in quelle scandinave, che contengono tutte una versione della storia della sua relazione incestuosa con la figlia Yrsa; il risultato della relazione fu Hroðulf.

## IlBeowulf
Nel poema epico anglosassone Beowulf, Halga è menzionato raramente. Compare all'inizio del poema dov'è citato come Halga il coraggioso, uno dei quattro figli di Healfdene oltre a Heorogar, Hroðgar e una figlia (senza nome, ma chiamata Signý nelle fonti norrene) sposata con il re di Svezia.
(Beowulf, vv. 61-63)
Hroðulf (Hrólfr Kraki) è solo citato come il nipote di Hroðgar, senza specificare se sia figlio di Halga, come invece fanno le fonti scandinave.

## IlChronicon Lethrensee gliAnnales Lundenses
Il Chronicon Lethrense (incluso negli Annales Lundenses) dice che Haldan (Healfdene) ebbe due figli, Helghe e Ro (Hroðgar). Quando Haldan morì di vecchiaia, Helghe e Ro si divisero il regno così che Ro governò sulla terra mentre Helghe sul mare. Un giorno, Helghe giunse in Halland/Lolland e giacque con Thore, figlia di uno dei contadini di Ro; così venne generata sua figlia Yrse. Molto tempo dopo incontrò Yrse, e senza sapere che fosse sua figlia la ingravidò; da questa unione nacque Hrólfr Kraki (Hroðulf). Helghe più tardi combatté in Wendland e uccise il re dei Venedi. Conquistò inoltre tutta la Danimarca eliminando un certo Hodbrod. Infine scoprì che Yrse, con la quale aveva giaciuto, era la sua stessa figlia, perciò andò ad Oriente e là si suicidò.
Con Helghe e Ro entrambi morti, il re svedese Hakon/Athisl (Eadgils) obbligò i Daner ad accettare un cane come re. Al re cane successe Hrolf Kraki.

## LeGesta Danorum
Se il Chronicon Lethrense riporta che gli Svedesi umiliarono i Danesi dopo la morte di helghe, Saxo Grammaticus al contrario nelle sue Gesta Danorum (libro 2) ci dice che fu Helgo a umiliare gli Svedesi. Inoltre nell'opera ha confuso o mischiato Helgo con Helgi Hundingsbane, che in altre fonti è un Wulfing (Ylfing) dei Geati. È possibile che il miscuglio dei due personaggi sia stato intenzionale, dettato dal fatto che entrambi si chiamavano Helgi ed entrambi avevano ucciso un certo Hothbrodd.
Saxo concorda col Beowulf e col Chronicon Lethrense nel dire Helgo e Ro (Hroðgar) figli di Haldanus (Healfdene). Come il Chronicon Lethrense, dice che Helgo e Ro si spartirono il regno dopo la morte di vecchiaia di Haldanus, e che Ro prese la terra e Helgo il mare. Saxo aggiunge che Helgo era un uomo piuttosto alto.
Helgo attaccò e uccise re Skalk della Sklavia (cioè il re del Wendland), riducendola a provincia danese. Continuando il suo vagabondare per il mare, Helgo arrivò a Thurø, dove trovò e rapì la giovane Thora, che gli diede una figlia, Urse.
Guadagnò il nome Hundingsbane sottomettendo Hunding, re di Sassonia, e togliendo lo Jutland ai Sassoni, che consegnò ai suoi comandanti Heske, Eyr e Ler. Poi umiliò l'aristocrazia sassone emanando una legge che diceva che l'uccisione di uno di loro non avrebbe avuto un costo superiore a quello dell'uccisione di un cittadino qualunque.
Quando molti anni dopo Helgo tornò a Thurø, Thora si vendicò per la sua perduta verginità mandando Urse a Helgo che la rapì, senza sapere che era sua figlia. Da loro nacque Roluo Kraki (Hroðulf).
Mentre il Chronicon Lethrense e gli Annales Lundenses non spiegano perché Halga dovesse uccidere Hodbrod per avere l'intera Danimarca, le Gesta Danorum presentano Hothbrodd come un re di Svezia che aveva invaso la Danimarca e ucciso Ro. Dopo aver ucciso Hothbrodd e vendicato il fratello umiliò gli Svedesi proibendo che qualsiasi crimine contro uno Svedese fosse punito a norma di legge. Poi, odiando il suo stesso paese, andò all'est e morì gettandosi sulla propria spada. Suo figlio Roluo gli succedette al trono.

## LaHrólfs saga kraka ok kappa hans
Nella Hrólfs saga kraka ok kappa hans, Halfdan (Healfdene) aveva tre figli, Helgi, Hróarr (Hroðgar) e la figlia Signý. La sorella era la primogenita ed era sposata con Sævil Jarl, con cui ebbe un figlio, Hrókr. Halfdan fu ucciso da suo fratello Fróði (Froda) e i due fratelli dovettero cercare rifugio presso un uomo di nome Vivil su un'isola finché non poterono vendicare il padre uccidendo Fróði.
Hróarr se ne andò in Northumbria e sposò Ögn figlia del re Norðri, mentre Helgi divenne re di Danimarca e non si sposò. Desiderando una moglie, Helgi andò dai Sassoni e corteggiò la loro battagliera regina Oluf. Tuttavia lei non era interessata e umiliò Helgi rasandolo e coprendolo di pece mentre dormiva e rispedendolo in quello stato alla sua nave. Più tardi Helgi tornò e con uno stratagemma rapì la regina per un po' di tempo, durante il quale la lasciò incinta.
Tornata al suo regno, la regina partorì una figlia che chiamò Yrsa dal nome del suo cane. Yrsa fu cresciuta come pastorella finché non ebbe 12 anni, quando incontrò suo padre Helgi che si innamorò di lei, ignorando che fosse sua figlia. Oluf non disse niente riguardo alla parentela e vide come la sua vendetta il matrimonio di Helgi con la sua stessa figlia. Helgi e Yrsa ebbero poi un figlio, Hrólfr Kraki (Hroðulf).
Per la sua parte di regno a Hróarr era stato dato un prezioso anello, un cimelio di famiglia. C'era comunque un altro parente che voleva la sua fetta, il loro nipote Hrókr. Poiché non gli fu data né una parte del regno né l'anello, andò in Northumbria, uccise Hróarr e gettò l'anello nell'acqua (ritrovato più tardi da Agnar figlio di Hróarr); Helgi vendicò suo fratello tagliando braccia e gambe a Hrókr.
Apprendendo che Helgi e Yrsa vivevano felici insieme, la regina Oluf andò in Danimarca a dire a sua figlia la verità. Yrsa rimase sconvolta e anche se Helgi voleva che la loro relazione rimanesse com'era prima, lei insisté che si separassero. Più tardi fu presa in moglie dal re svedese Aðils (Eadgils), il che rese Helgi ancora più infelice.
Tempo dopo, durante uno Yule, una donna orribile venne a far visita a Helgi mentre era nel suo casotto da caccia; nessuna persona nel regno le aveva permesso di entrare in casa, eccetto Helgi. Dopo, la donna gli chiese di giacere con lei; egli accettò, e appena lei entrò nel letto si trasformò in una donna elfica, che vestiva di seta ed era la più bella donna che avesse mai visto. Egli la violentò e la mise incinta di una figlia che fu chiamata Skuld. Helgi dimenticò l'elfa, e due giorni dopo il parto lei gli fece nuovamente visita tenendo Skuld fra le braccia; quella figlia avrebbe in seguito sposato Hjörvarðr (Heoroweard), l'uccisore di Hrólfr Kraki.
Avendo nostalgia di Yrsa, Helgi andò ad Uppsala a prenderla, ma fu ucciso da Aðils in battaglia. Suo figlio Hrólfr gli succedette al trono.

## LaSaga degli Skjöldungare ilBjarkarímur
La Saga degli Skjöldungar e il Bjarkarímur riportano che Halfdan (Healfdene) e sua moglie Sigrith ebbero tre figli: Roas (Hroðgar), Helgo e la figlia Signy.
Ingjaldus (Ingeld, qui presentato come fratellastro di Halfdan) attaccò Halfdan, lo uccise e sposò Sigrith. Ingjaldus e Sigrith ebbero due figli, Rærecus e Frodo (Froda), mentre Signy crebbe con la madre finché non sposò Sævil, jarl della Zelanda; Roas e Helgo sopravvissero nascondendosi su un'isola sulle coste della Scania, e quando furono abbastanza grandi vendicarono il padre uccidendo Ingjaldus.
I due fratelli divennero entrambi re di Danimarca, e Roas sposò la figlia del re d'Inghilterra; Helgo, da parte sua, violentò Olava, regina dei Sassoni, e la mise incinta di una figlia di nome Yrsa. La ragazza sposò poi re Adillus (Eadgils) di Svezia, ma alcuni anni dopo Helgo lo attaccò e rapì Yrsa; violentò anche lei, che gli diede un figlio di nome Rolfo (Hroðulf). Dopo qualche anno la madre di Yrsa, la regina Olava, venne a farle visita e le disse che Helgo era suo padre. Yrsa tornò da Adillus lasciandosi dietro suo figlio; Helgo morì quando Rolfo aveva 8 anni, ed egli salì al trono. Non molto più tardi, Roas fu ucciso dai suoi fratellastri Rærecus e Frodo, così Rolfo divenne l'unico re di Danimarca.

## LaSaga degli Ynglingar
Nella Saga degli Ynglingar (una parte dell'Heimskringla) di Snorri Sturluson, l'autore menziona la tradizione di Halga, Eadgils e Yrsa, e basa le sue fonti sulla Saga degli Skjöldungar (aveva accesso all'ora perduta versione originale).
Snorri ha scritto che Helgi, figlio di re Halfdan (Healfdene), governava a Lejre. Egli invase la Svezia con un'armata così grande che re Aðils (Eadgils) non poté far altro che scappare ad Uppsala; Helgi ammassò un immenso bottino e prese con sé la regina Yrsa (che Aðils aveva trovato in Sassonia). Lei gli diede un figlio, Hrólfr Kraki (Hroðulf); quando il bambino aveva tre anni, la regina Alof di Sassonia, madre di Yrsa, venne a farle visita e le disse che suo marito Helgi era il suo stesso padre. Allora Yrsa tornò in Svezia da re Aðils. Hrólfr Kraki rimase in Danimarca col padre e quando aveva otto anni, dopo che Helgi morì durante una spedizione di guerra, fu proclamato re di Danimarca.